# Phaya Khammao
Phaya Khammao Vilay (1892 - 1965) foi um político do Laos. Ele nasceu em Luang Prabang, foi educado na França e, em 1917, juntou-se à administração colonial francesa no Laos. Ele foi nomeado governador de Viang Chan de 1941 a 1945.
Ele chefiou o governo Lao Issara formado em outubro de 1945, servindo sob Phetsarath Ratanavongsa como Chefe de Estado, e seguiu o governo para o exílio. Após a assinatura da convenção geral França-Laos em 1949, Khammao voltou ao protetorado francês do Laos e foi nomeado ministro da Justiça e da Saúde em 1950.
Em 1955, foi nomeado Presidente do Conselho Real.